# Осоргино (Московская область)
Осоргино — деревня в Одинцовском городском округе Московской области. Население — 458 чел. (2010).

## История
Впервые в исторических документах деревня встречается в акте 1713 года, как сельцо Никольское, что преж сего было Осорьино. По Экономическим примечаниям 1800 года в деревне Осоргиной 16 дворов, 88 душ мужского и 78 женского пола. На 1852 год в деревне числилось 16 дворов, 76 душ мужского пола и 83 — женского, в 1890 году — 98 человек. По Всесоюзной переписи 17 декабря 1926 года числилось 51 хозяйство и 238 жителей, по переписи 1989 года — 192 хозяйства и 852 жителя. До 2006 года Осоргино входило в состав Ликинского сельского округа. В 2006—2019 гг. — в состав сельского поселения Жаворонковское.
В начале XX века в деревне была обустроена усадьба Катуар-Белавенец, принадлежавшая предпринимателям из династии Катуары — А. А. Катуар и Н. Л. Катуар (некоторые источники утверждают, что она принадлежала Эмилии Львовне Шанкс), от которой сохранилась система прудов и липовый парк.

## География
Осоргино находится в 29 км к юго-западу от центра Москвы и в 5 км к юго-западу от центра Одинцова, на юго-восточной стороне Минского шоссе, на правом берегу реки Ликовы. С севера и запада к деревне примыкает дачный посёлок Лесной Городок, с других сторон она окружена дачными и садоводческими объединениями. Высота центра над уровнем моря 179 м.

## Население
| 2002 | 2006 | 2010 |
| ---- | ---- | ---- |
| 364  | →364 | ↗458 |

## Экономика
Промышленных предприятий в деревне нет. Имеется продовольственный магазин.

## Транспорт
По границе Осоргина проходит трасса Минского шоссе. Через деревню проходит Киевская железная дорога, имеется станция Лесной Городок.
Автобусные маршруты связывают Осоргино с городами Москва, Одинцово, Краснознаменск, Можайск, Кубинка, Голицыно, Верея, посёлками городского типа Тучково, Лесной Городок, Новоивановское и селом Жаворонки.

## Архитектура и достопримечательности
Жилая застройка Осоргина в основном представляет собой частные дома и дачи. В восточной части деревни имеются многоквартирные дома высотой до пяти этажей, построенные для сотрудников пансионата «Лесной городок».
В деревне имеется памятник погибшим землякам, установленный в 1976 г.

## Отдых
В Осоргине находится пансионат «Лесной городок», предлагающий комплекс услуг для комфортного отдыха.

## Известные люди
Артист балета, хореограф Махмуд Эсамбаев был частым гостем пансионата «Лесной Городок», который ныне находится на улице, названной в его честь.